# An Unseen Enemy
An Unseen Enemy es un cortometraje mudo de 1912 de la  Biograph Company, dirigida por D. W. Griffith, y es la primera película que protagonizaron las actrices Lillian Gish y Dorothy Gish. Un crítico de la época declaró que "las hermanas Gish dieron una encantadora actuación en esta película de un rollo". La película fue rodada en Fort Lee, Nueva Jersey, en  donde los primeros estudios cinematográficos de la primera industria cinematográfica estadounidense a principios del XX. De acuerdo con la práctica de la época, los actores del reparto y sus papeles no son listados en la película.

## Trama
La muerte de un médico deja huérfanas a sus dos hijas adolescentes. Su hermano mayor puede convertir algo de la pequeña propiedad del doctor en efectivo. Es tarde en el día, y con los bancos cerrados él  guarda el dinero en la caja de seguridad de la casa de su padre. La desaliñada ama de llaves, consciente del dinero, recluta a un conocido criminal para que le ayude a abrir la caja fuerte. Encierran a las hijas en una habitación contigua, y la borracha ama de llaves las amenaza blandiéndoles un arma a través de un agujero en la pared. Las ingeniosas chicas utilizan el teléfono para llamar a su hermano quién ha regresado a la ciudad. Él recibe el mensaje y organiza un equipo de rescate.

## Reparto
- Elmer Booth
- Lillian Gish
- Dorothy Gish
- Harry Carey Sr.
- Robert Harron
- Grace Henderson como El Enemigo Oculto
- Charles Hill Mailes
- Walter Miller
- Henry B. Walthall
- Adolph Lestina
- Antonio Moreno como el Hombre en el Puente
- Erich von Stroheim como el Hombre con Sombrero de Paja bailando en el Lobby

## Comentario
Lillian y Dorothy Gish actúan como las dos hermanas en peligro en este cortometraje de "carrera de rescate". Para enfatizar su hermandad, llevan ropas idénticas, peinados, y realizan gestos similares. Las otras dos películas donde las Gishes actúan como hermanas son The Lady and the Mouse (1913) y Las dos huérfanas (1922).